# Ana María Briongos Guadayol
Ana María Briongos Guadayol   (Barcelona, 29 de desembre de 1946 - 25 de juny de 2024) va ser una escriptora catalana. Llicenciada en Física per la Universitat de Barcelona, va estudiar llengua i literatura persa a la Universitat de Teheran, durant l'època del Xa, i fins després de la Revolució islàmica, va treballar a l'Iran i l'Afganistan.
Després va conèixer l'Iran post-revolucionari des d'una botiga de catifes del basar de la ciutat d'Esfahan. Més tard, se'n va anar a l'Índia, on va viure a Calcuta durant uns anys, com explica en el seu llibre Negro sobre negro.
Fruit d'aquestes vivències, va tenir la necessitat d'explicar allò que va veure, viure i sentir en aquests països. Com a resultat, va escriure sis llibres en castellà i català, que han estat traduïts a diversos idiomes; tots expliquen la vida quotidiana i les experiències de la gent corrent, amb la idea que la informació no ha de quedar només en mans de les càmeres de televisió, els periodistes i els antropòlegs, com Placid Garcia-Planes, recull en una entrevista.
Va ser coneguda com a escriptora de literatura de viatges i en concret, un dels seus llibres de viatges: Esto es Calcuta!, forma part de l'estudi, Introducción al relato de viaje hispánico del siglo XX: textos, etapas, metodología. Tomo II, que fa el catedràtic emerit, Julio Peñate Rivero, responsable de la Càtedra de Llengües i Literatura Ibèriques de la Universitat de Friburg a Suïssa.
També va aparèixer en l'estudi de 2007 del professor d'Història Moderna i Contemporània de la UAB, Francesc Espinet i Burunat publicat a la Revista HMIC de la UAB.
Les fotografies del reconegut fotògraf Toni Catany van il·lustrar alguns dels seus llibres, i va col·laborar en el llibre de Nazario La Barcelona de los años 70 vista por Nazario y sus amigos i en el documental emés per TV3 Construint llibertat, un edifici contracultural a la Barcelona dels 70
També va participar en programes de televisió, com ara Saló de lectura de BTV i Millenium del Canal 33 en el capítol Viure l'aventura amb el també escriptor de llibres de viatges i fotògraf Jordi Esteva i en el programa de Telemadrid, Noches Blancas de Fernando Sánchez Dragó dedicat a l'Iran i Afganistan.
I en els programes de Radio Euskadi, Levando anclas conduït per Roge Blasco, en el de Catalunya Ràdio Els viatgers de la Gran Anaconda conduït per Toni Arbonés,
on va col·laborar regularment i en el programa El Cafè de la República de la mateixa emisora, en el programa La Maleta Azul de l'emissora on-line R3W conduït per Loreto Hernández o en el programa de RNE Viaje al centro de la noche.
En 2019 va ser entrevistada en el programa de la Cadena Ser per celebrar els seus 50 anys de vida viatgera.
Va fer classes i conferències en universitats, institucions i organitzacions socials, en especial a les Aules d'Extensió Universitària per a la Gent Gran de la Universitat de Barcelona, Casa Àsia, Casa Árabe.
En els últims anys de vida, va col·laborar com a voluntària a la Fundació Bayt al-Thaqafa creada per Teresa Losada on ensenyava a adolescents immigrants d'origen asiàtic.
Des de 2013 i fins a 2015 va formar part de la junta directiva de la Sociedad Geográfica Española, on publicava els articles, i també va publicar articles a diferents diaris i revistes com La Vanguardia i El País o la revista de viatges Altaïr.
Han escrit sobre la seva obra, entre d'altres, Placid Garcia-Planes, José Martí Gómez, Joaquim Roglan, Núria Escur Javier Fernandez de Castro o Tony Wheeler, fundador de Lonely Planet, que esmenta un paràgraf del seu llibre Negre sobre negre a les seves conferències i llibres.
L'any 2020 va fer de presentadora per al programa Va passar aquí, sobre la història i curiositats de la ciutat de Barcelona, de la cadena de televisió Betevé sobre 'La casa dels hippies, un edifici singular', construït a Barcelona al 1970 pels arquitectes Lluís Clotet i Òscar Tusquets, habitat per artistes i gent liberal que van fer de l'edifici tot un símbol de la contracultura.

## Obres
El seu llibre, Un invierno en Kandahar, que explica la vida a l'Afganistan abans de l'època dels talibans, va guanyar en la seva versió anglesa, l'Anual 2009 Latino Book Award, com a millor llibre de viatges.
Un altre dels seus llibres, Negro sobre negro: Iran cuadernos de viaje, també en la seva versió anglesa, va ser seleccionat com a finalista per al Thomas Cook Travel Book Award, l'any 2001.
El seu llibre, ¡Esto es Calcuta! va ser finalista l'any 2005, del premi Grandes viajeros que atorga Casa Àsia.
L'any 2009, amb el llibre: Iran, Receptes i costums Gastronòmics, escrit en català amb Quico Alsina com a coautor, va guanyar el Gourmand World Cookbook Awards 2009 en dues categories: Millor Llibre de Cuina Estrangera Best Foreing Cookery Book (Dins de paràgraf SPAIN-CATALAN) i Millor Llibre de Cuina Asiàtica Best Asian Cuisine Book (Dins de paràgraf SPAIN-CATALAN).
Els seus llibres han estat traduïts a diversos idiomes com l'anglès, l'italià, el portuguès, el neerlandès, i el polonès.

### Literatura de viatges
- Negro sobre negro, Irán cuadernos de viaje. Barcelona, Ed. Laertes, 1996. ISBN 9788475846170
- Un invierno en Kandahar, Afganistán cuadernos de viaje. Barcelona, Ed. Laertes, 2000. ISBN 8475844219 Re-edició ampliada Ed. Laertes, 2015
- La cueva de Alí Babá, Barcelona, Ed. Lumen 2002. ISBN 8426480012, 2002. Re-edició, Barcelona Ed. Laertes, 2015. ISBN 9788475849614
- ¡Esto es Calcuta! Barcelona, Ediciones B, 2006. ISBN 8466627456
- El meu Iran. Barcelona, Editorial Brau, 2007. ISBN 9788495946911
- Geografías íntimas, Barcelona, Ed. Laertes, 2015. ISBN 978-84-7584-990-4
- Mi cuaderno morado. El viaje más largo, Barcelona, Ed. Laertes, 2023. ISBN 978-84-19676-20-7

### Literatura infantil
- L'Enigma de la Pe Pi. Editorial El Vaixel de vapor, 2001. ISBN 8466102744

### Literatura gastronòmica
- Iran, Receptes i costums Gastronòmics. Autoedició, 2009. ISBN 9788461267514